# Ubu roi

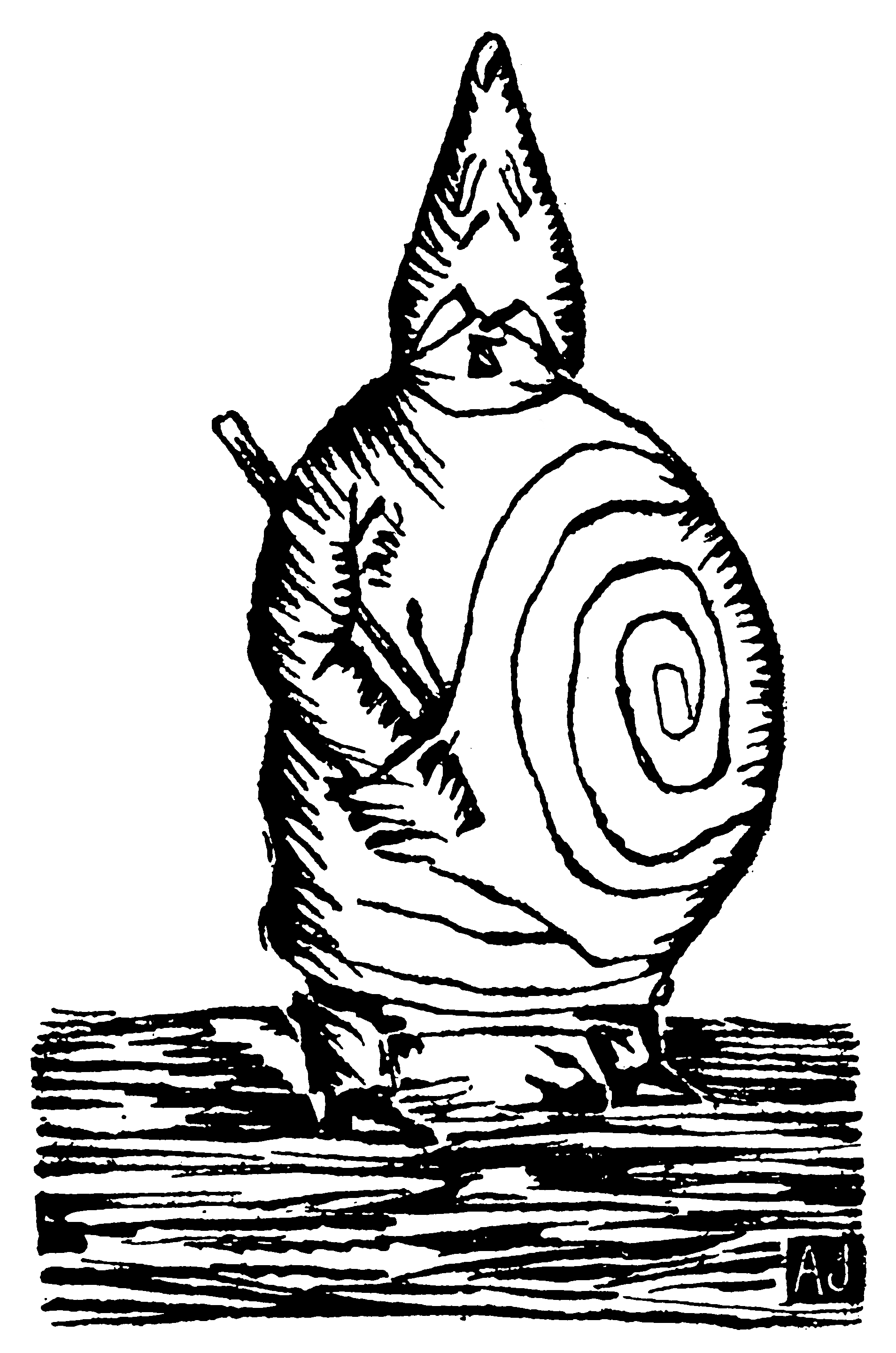
Ubu, volgens Alfred Jarry

Ubu roi (Ubu koning) is een Frans toneelstuk van Alfred Jarry, dat in 1896 verscheen in Le Livre d'Art. Het werd op 10 december 1896 voor het eerst uitgevoerd. Het stuk wordt algemeen gezien als een voorloper van het dadaïsme en surrealisme in de kunst. Het stuk was het eerste in een reeks werken over het personage Ubu. In 1922 verscheen een Nederlandse vertaling van F. Chasalle, C.J. Kelk en E. Vergé.

## Ontstaan
Het auteurschap van Jarry werd al kort na het verschijnen betwist en niet helemaal onterecht. Ubu Roi is gebaseerd op een parodiërende toneeltekst van twee schoolvrienden van Jarry over hun gezamenlijke natuurkundeleraar, genaamd Les Polonais (De Polen). Jarry heeft deze oertekst echter aanzienlijk bewerkt, uitgebreid en de oorspronkelijke middelbare-schoolgrap verheven tot professioneel toneel.

## Première
Op 9 en 10 december 1896 vonden de generale repetitie en de première van Ubu Roi plaats. Producent was le Théatre de l'Oeuvre, waar Jarry zelf werkzaam was.

## Betekenis
Ubu roi is een satirisch toneelstuk. De plot staat bol van verwijzingen naar de toneelgeschiedenis, met name naar Macbeth, maar ook naar Hamlet, The Tempest andere werken van Shakespeare en naar werken van Franse toneelklassieken. De titel is een verwijzing naar Koning Oedipus van Sophocles. Jarry gebruikt deze ingrediënten voor een frontale aanval op de typische theaterganger van zijn tijd: de Parijse burgerij. Hij vergroot diens laagste eigenschappen tot absurde proporties en projecteert deze op een in de basis traditioneel koningsdrama. Het resultaat is het monster père Ubu: een lui, geldzuchtig, egoïstisch, vraatzuchtig, achteloos wreed, vulgair, dom, laf en geniepig persoon. Jarry confronteert de theaterbezoeker met diens laagste driften en behoeften en maakt tegelijkertijd diens bezoek aan het toneel als verheven bezigheid belachelijk.

## Invloed
Ubu roi en Jarry's visie op toneel waren van directe invloed op zijn vriend en opvolger Guillaume Apollinaire, die met zijn Les Mamelles de Tirésias verschillende van Jarry's ideeën in de praktijk bracht. Jarry kan hiermee als een van de vaders van het surrealistisch theater worden beschouwd. In de decennia na de Tweede Wereldoorlog sprak Ubu een nieuw, jong publiek aan, dat in Jarry een gewaardeerde voorloper zag. De gecombineerde aanval op autoriteiten en de burgerij en de zoektocht naar een van de toneelwetten bevrijde kunst, was hiervoor de reden.

## Inhoud
De hoofdpersoon van het toneelstuk is François Ubu, die door iedereen Père Ubu (Vader Ubu) wordt genoemd. Ubu is officier van koning Vencislaus, gedecoreerd met de Orde van de Rode Draak van Polen, voormalig koning van Aragon, graaf van Sandomir en in de loop van het stuk koning van Polen en doctor in de 'patafysica.
De primitieve, laffe, vraatzuchtige en machtsbeluste Père Ubu wordt door zijn vrouw Mère Ubu aangespoord om zich met behulp van een bloedbad te ontdoen van koning Vencislaus en zijn familie en zo de troon te bestijgen. Met behulp van Kapitein Bordure en zijn "paalveniers" lukt het Ubu zijn bloedige staatsgreep uit te voeren. Zo wordt hij een relatief populaire heerser, tot hij – meteen als eerste regeringsdaad – besluit, omdat hij denkt er persoonlijk beter van te worden, de gehele adel en het ambtenarenapparaat te herinrichten (dat wil zeggen ze te "onthersenen").
De radicale belastingpolitiek van Ubu zorgt niet alleen voor een onnodige meervoudige opbrengst van de directe en indirecte belastingen, maar ook voor een gewelddadige inning hiervan door de koning persoonlijk. Als Ubu de Poolse bevolking meer en meer begint te tiranniseren, beweegt de ontrouw geworden Bordure de Russische Tsaar Alexis ertoe, tegen de bandeloos moordende despoot op te treden en in te grijpen.
Als Ubu zich op veldtocht tegen de Russische heerser begeeft, wordt regentes Mère Ubu door de rechtmatige troonopvolger Bougrelas van de troon gestoten, maar niet voordat zij zich heeft ontfermd over de staatskas. Ubu wordt door het Russische leger vernietigend verslagen, maar weet met list en bedrog samen met zijn vrouw te ontsnappen naar Frankrijk, waar hij zich tot "maître des phynances" laat uitroepen.